# Osse (Doubs)
Osse település Franciaországban, Doubs megyében. Lakosainak száma 364 fő (2022. január 1.). Osse Deluz, Champlive, Nancray, Vaire és Bouclans községekkel határos.

## Népesség
A település népességének változása:
| Lakosok száma | 130  | 251  | 267  | 315  | 335  | 328  | 323  | 345  | 349  | 364  |
|               | 1968 | 1982 | 1990 | 2006 | 2013 | 2015 | 2017 | 2019 | 2020 | 2022 |